# Epinephelus undulosus
Epinephelus undulosus, thường được gọi là Wavy-lined grouper (cá mú vân sóng), là một loài cá biển thuộc chi Epinephelus trong họ Cá mú. Loài này được mô tả lần đầu tiên vào năm 1824.

## Phân bố và môi trường sống
E. undulosus có phạm vi phân bố rộng rãi ở Ấn Độ Dương và Tây Thái Bình Dương. Ở Ấn Độ Dương, loài này được tìm thấy từ vịnh Oman dọc theo bờ biển Oman đến Yemen, xuống Socotra đến Somalia và Kenya, băng qua miền nam Ấn Độ và Sri Lanka, bao gồm các quần đảo phía tây nam, đến biển Andaman. Ở Tây Thái Bình Dương, loài này được tìm thấy ở khắp quần đảo Mã Lai; phía bắc giới hạn đến đảo Đài Loan; phía đông đến quần đảo Solomon. Cá trưởng thành sống xung quanh các rạn san hô và các bãi đá ngầm ở vùng đáy nhiều bùn và cát, độ sâu khoảng từ 10 đến 90 m. Cá con sống ở vùng nước nông hơn.

## Mô tả
E. undulosus trưởng thành có chiều dài cơ thể lớn nhất được ghi nhận là 120 cm. Thân thuôn dài, hình bầu dục. Đầu và thân có màu nâu xám hoặc xám tím. Đầu có nhiều chấm màu nâu sẫm hoặc vàng nâu. 3/4 vùng thân trên có các đường sọc gợn sóng. Rìa đen hẹp ở trên gai vây lưng. Đuôi cụt, hơi lõm vào trong. Vây bụng không thể chạm tới hậu môn. Có 2 hàng răng ở phần giữa của hàm dưới.
Số gai ở vây lưng: 11; Số tia vây mềm ở vây lưng: 17 - 19; Số gai ở vây hậu môn: 3; Số tia vây mềm ở vây hậu môn: 7 - 9; Số tia vây mềm ở vây ngực: 18 - 19; Số vảy đường bên: 63 - 76.
Thức ăn của E. undulosus là các loài cá nhỏ hơn, động vật thân mềm và động vật giáp xác. Chúng được đánh bắt nhằm mục đích thương mại.